# ELA-3
ELA-3 (сокр. от фр. Ensemble de Lancement Ariane 3 — букв. Пусковой комплекс для Ариан 3) — стартовый комплекс, расположенный на космодроме Куру (Гвианский космический центр) на побережье Атлантического океана, на полосе, приблизительно, длиной 60 км и шириной 20 км между городками Куру (фр. Kourou) и Синнамари, в 50 км от административного центра департамента Гвиана Кайенны.
Используется Европейским космическим агентством (ЕКА) для запуска ракета-носителей Ариан-5 с 1996 года. По состоянию на октябрь 2016 года со стартовой площадки ELA-3 было произведено 88 пусков.